# Halecium vagans
Halecium vagans is een hydroïdpoliep uit de familie Haleciidae. De poliep komt uit het geslacht Halecium. Halecium vagans werd voor het eerst wetenschappelijk beschreven in 1938 door Charles McLean Fraser. 